# Catedral de San Pablo (Mdina)
La catedral de San Pablo (en maltés: Il-Katidral Metropolitan ta' San Pawl), también conocida como catedral de Mdina, es una catedral católica de Mdina, Malta, dedicada al apóstol Pablo. El templo se fundó en el siglo XII y, según la tradición, se levantó sobre la domus romana donde el gobernador romano Publio conoció a San Pablo tras su naufragio en Malta. La catedral original fue gravemente dañada durante el terremoto de Sicilia de 1693, por lo que se desmanteló y se reconstruyó al estilo barroco según el diseño del arquitecto Lorenzo Gafà entre 1696 y 1705. Es considerada la obra maestra de Gafà.
La catedral es la sede de la Archidiócesis de Malta, y desde el siglo XIX esta denominación ha sido compartida con la concatedral de San Juan en La Valeta. Actualmente, es una las principales atracciones turísticas de Mdina. Está protegida en la categoría de Grado I y también en el Inventario Nacional de Propiedades Culturales de Malta.

## Historia
Según la tradición, la catedral de Mdina se alzó donde antes se encontraba el antiguo palacio de Publio de Atenas, gobernador romano de Melite (Mdina), quien se encontró con el apóstol Pablo tras su naufragio en Malta. Según los Hechos de los Apóstoles, Pablo curó al padre de Publio y a otros enfermos de la isla. Aunque existen restos de una domus romana en la cripta, dichos eventos no han sido contrastados por arqueólogos o historiadores.
La primera catedral que se erigió fue dedicada a la Virgen María, aunque se abandonó tras la conquista de los musulmanes aglabíes en 870. Tras la conquista normanda en 1091, se restauró el cristianismo como religión predominante en las islas, y se alzó una nueva catedral dedicada a San Pablo entre los siglos XII y XIII. Fue realizada en estilo románico y gótico y se amplió en varias ocasiones.
En 1679, el obispo Miguel Jerónimo de Molina decidió reemplazar el antiguo coro medieval por uno barroco, por lo que se contrató al arquitecto Lorenzo Gafà para dicha tarea. La catedral fue dañada gravemente por el terremoto de Sicilia de 1693 y, aunque algunas zonas resultaron intactas, como las pinturas Mattia Preti que representan la Conversión de San Pablo, otra del siglo XV que representa a la Virgen y el Niño, y algunos frescos en el ábside que ilustra en naufragio de Pablo, el 11 de abril de ese año se decidió desmantelar la antigua catedral y construir una nueva en estilo barroco con diseño de Gafà. El coro y la sacristía, que sobrevivieron al terremoto, se incorporaron a la nueva catedral. Los trabajos comenzaron en 1696 y se encontraban casi terminados en 1702, siendo consagrada por el obispo Davide Cocco Palmieri el 8 de octubre de ese año. La catedral se concluyó definitivamente el 24 de octubre de 1705 con los trabajos en la cúpula y se considera la obra maestra de Gafà. Una gran parte del mobiliario de la catedral, incluyendo la pila bautismal y el portal, están talladas en madera irlandesa.
A finales de la década de 1720, se demolieron algunas viviendas medievales al sur de la catedral para la creación de una plaza, el palacio episcopal y el seminario (actualmente Museo de la Catedral). La plaza frente a la catedral se amplió a principios del siglo XIX tras la demolición de otros edificios medievales. La catedral sufrió otro terremoto en 1856, perdiendo algunos frescos del siglo XVIII de la cúpula.

## Museo de la Catedral
El Museo de la Catedral se estableció en 1897 e inicialmente se abrió en unas salas anexas al templo. En 1969, el museo fue transferido al antiguo seminario de la plaza del Arzobispo (en maltés: Pjazza tal-Arċisqof or Misraħ l-Arċisqof), frente a la entrada lateral de la catedral. El seminario fue construido entre 1733 y 1742 en estilo barroco. Se atribuye al arquitecto Andrea Belli.
Las colecciones del museo incluyen un repertorio tanto secular como eclesiástico, con obras de arte datadas desde el siglo XIV hasta principios del XX. Se exhiben paneles medievales antiguamente ubicados en la catedral, una galería con numerosas monedas antiguas, platería religiosa y doméstica, vestimenta, mobiliario y 76 tallas originales de madera del artista alemán Alberto Durero.

## Galería de imágenes

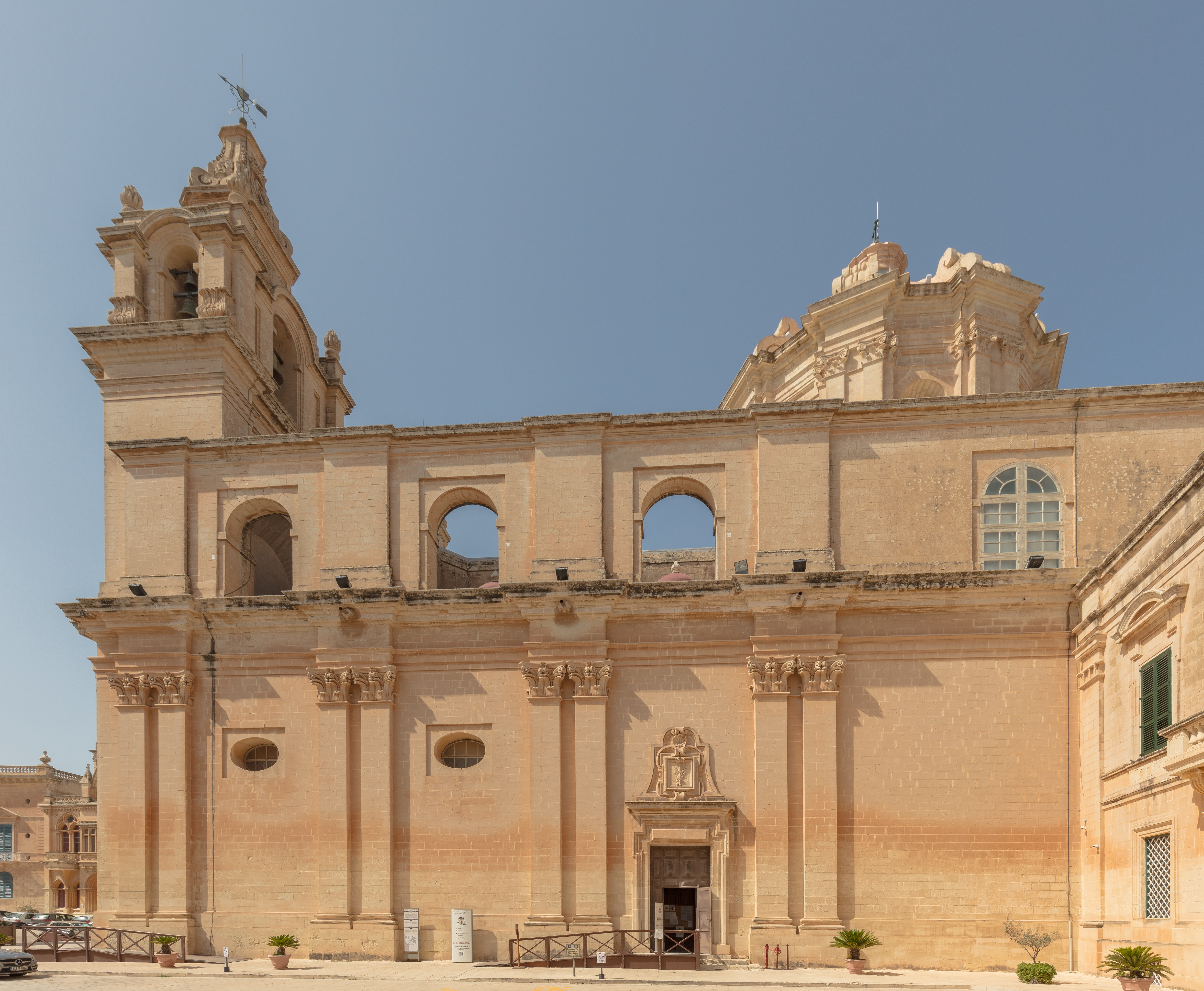
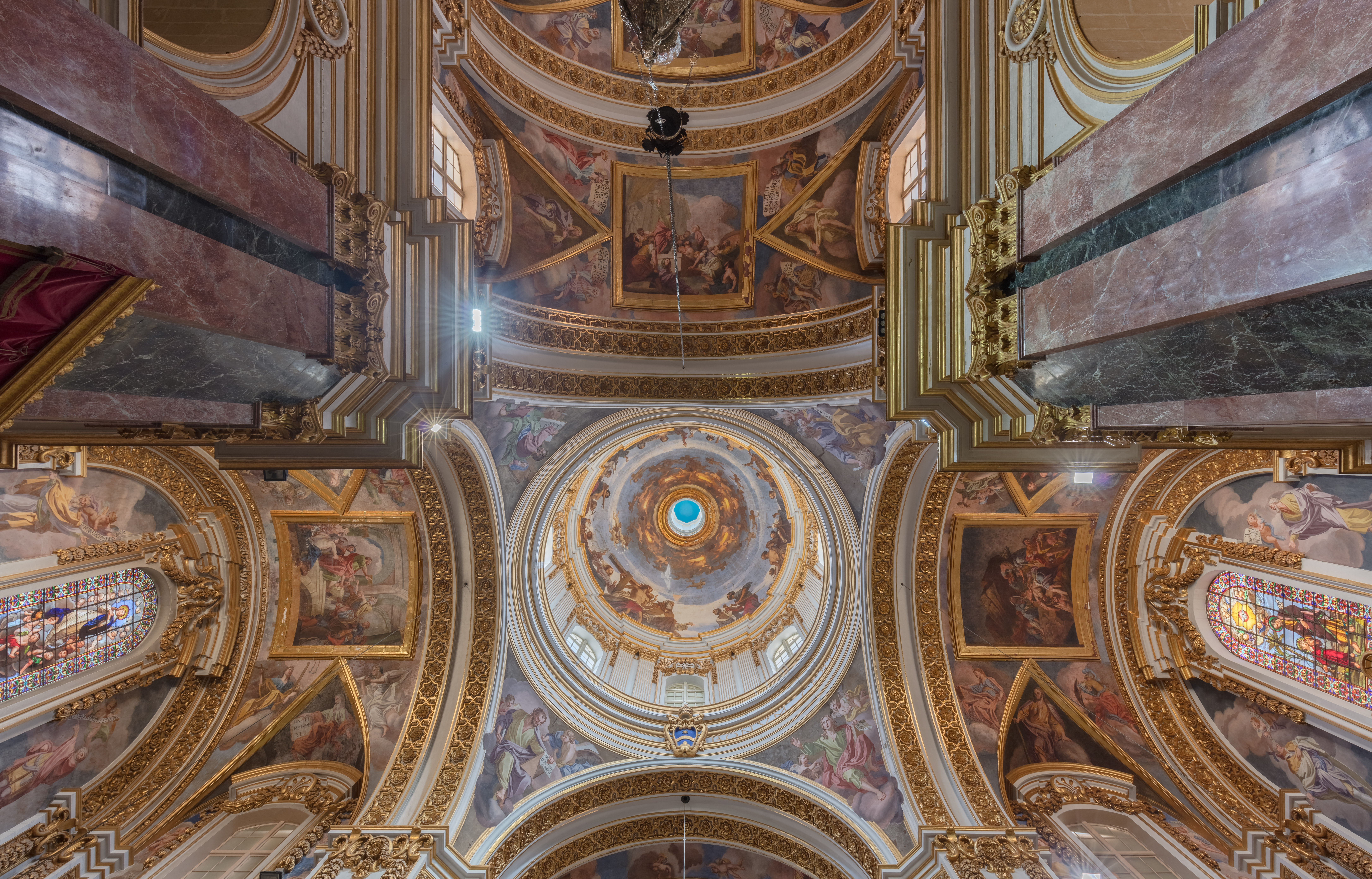
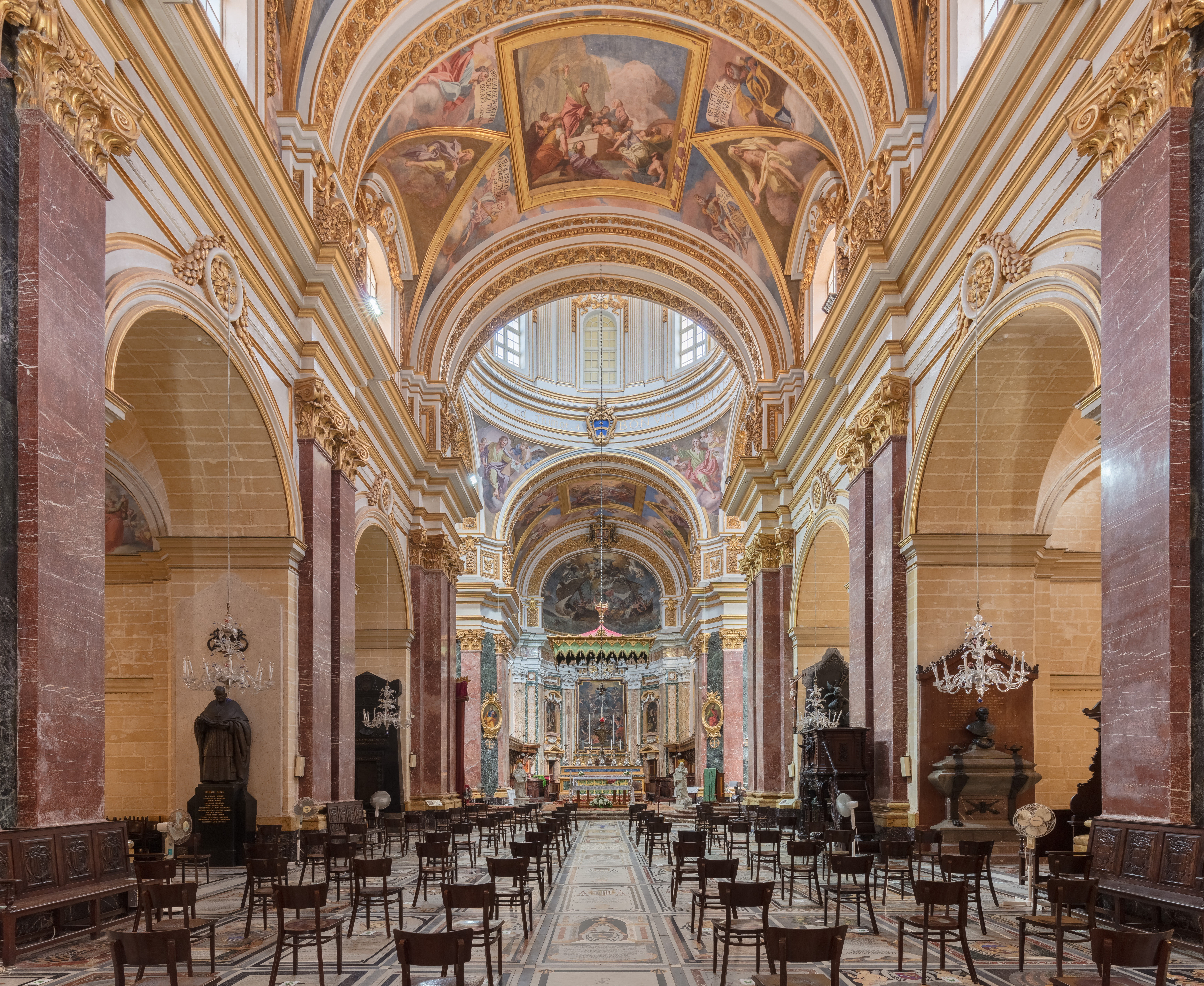
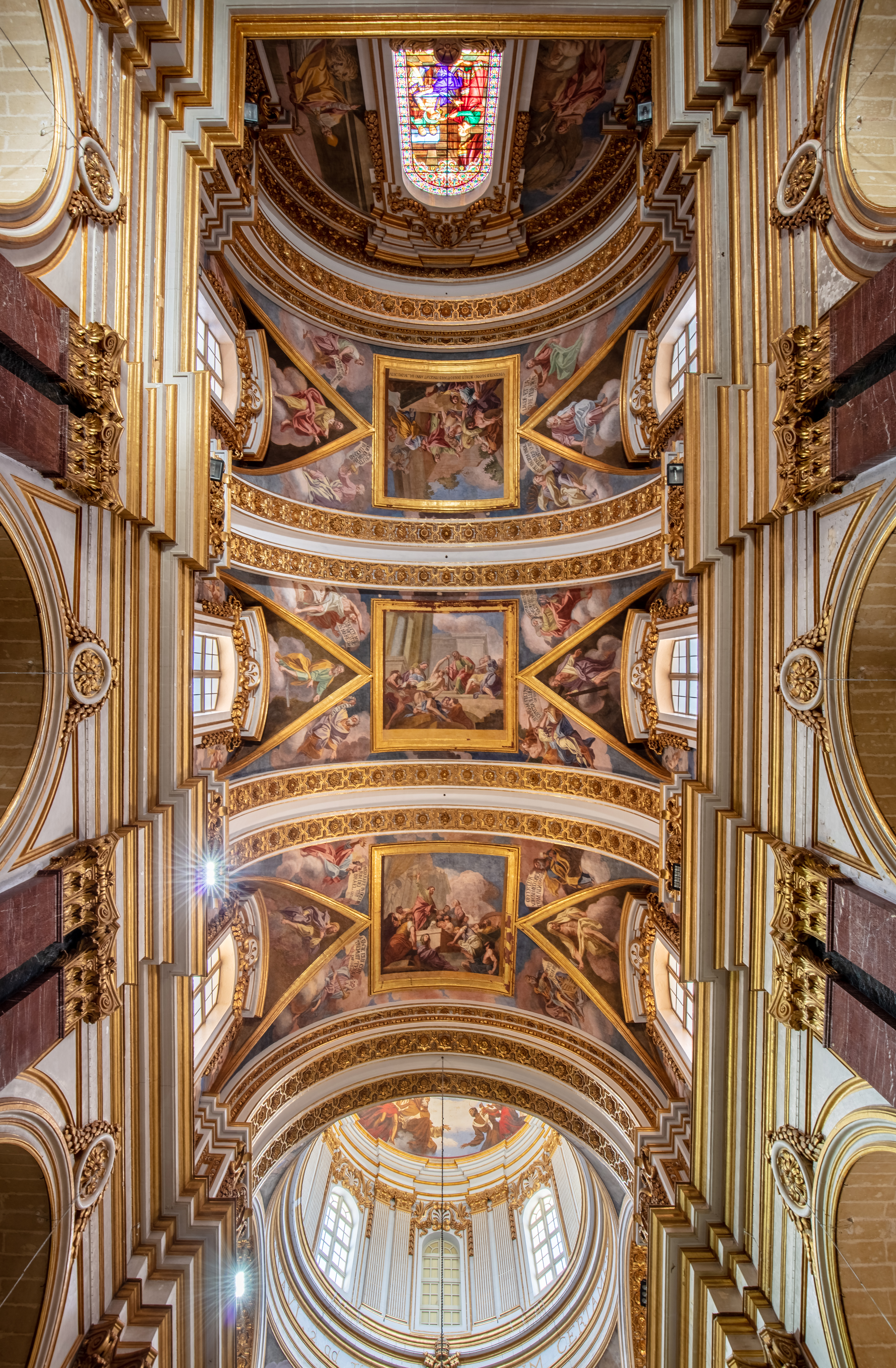
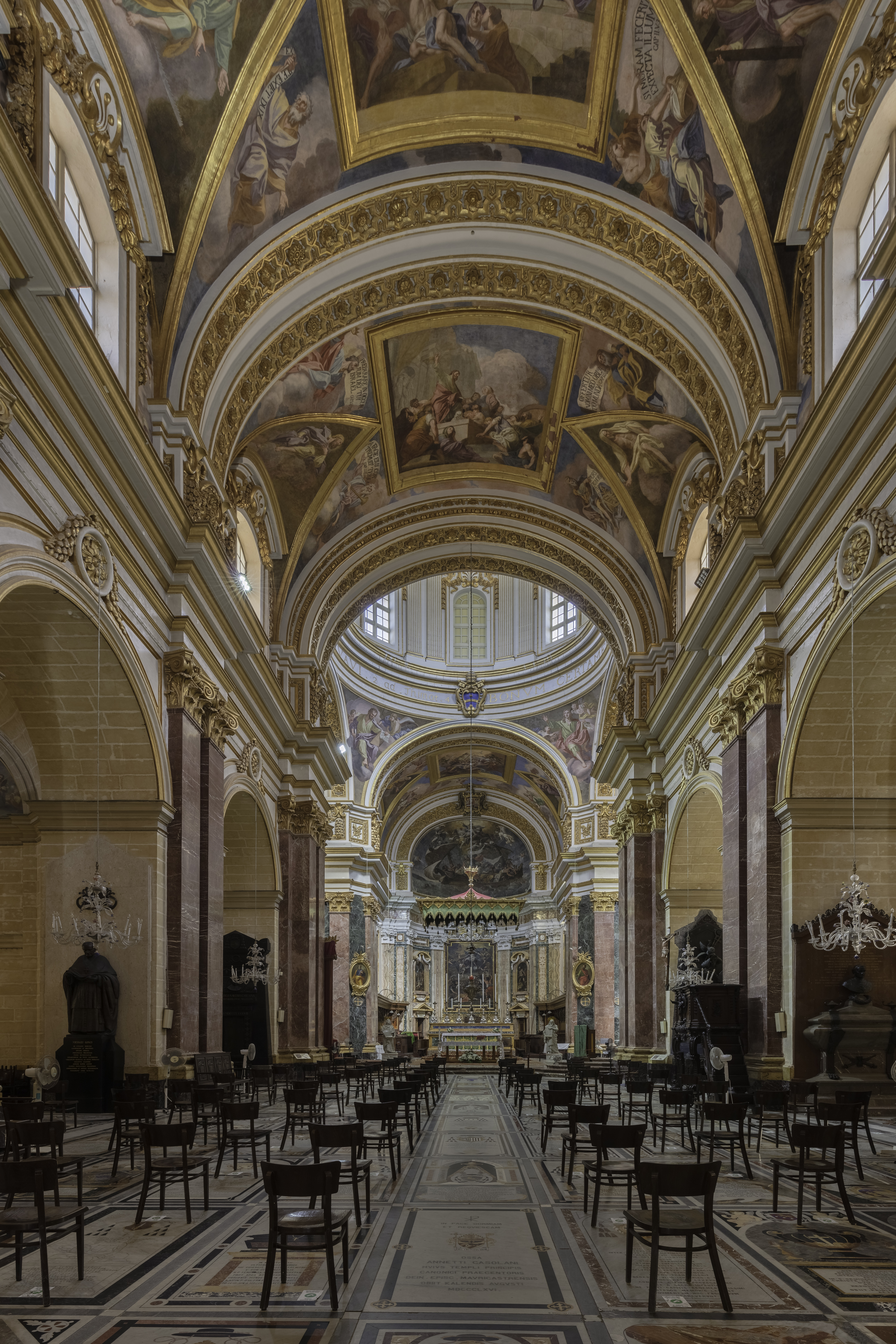
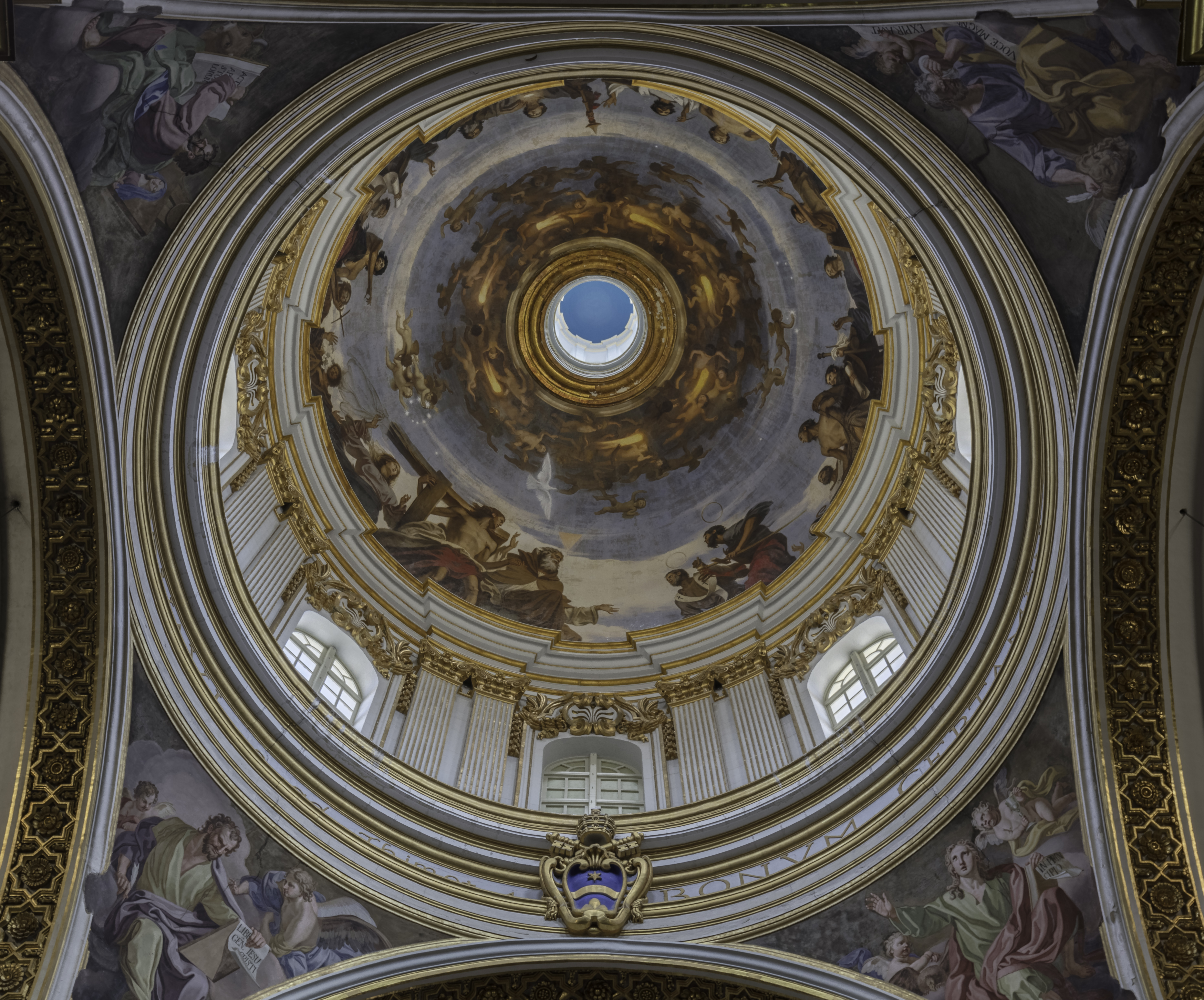
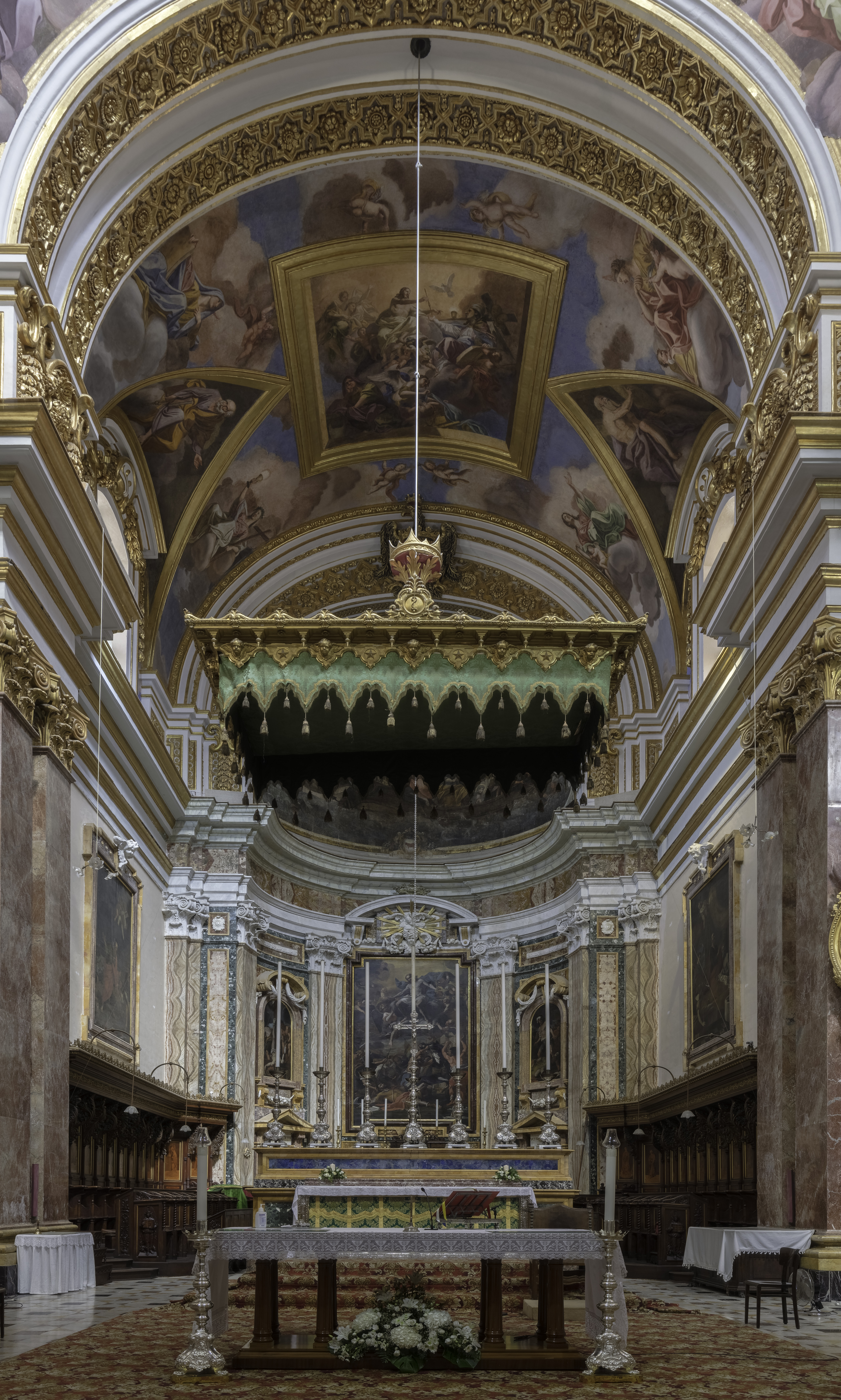

- Datos: Q1630170
- Multimedia: St. Paul's Cathedral, Mdina / Q1630170